# Nocturnal Curse Live
Nocturnal Curse Live – drugi minialbum deathmetalowego zespołu Anal Vomit wydany w lutym 2012 roku przez wytwórnię Warhemic Productions.
Album został wydany w ograniczonej liczbie 500 sztuk i zawiera utwory nagrywane na żywo w 2000 roku.

## Lista utworów
1. „Gods of Perdition” – 3:07
2. „Into the Eternal Agony” – 5:03
3. „La Erótica Diosa del Averno” (cover Hadez)

## Twórcy
Anal Vomit w składzie
- Roy Noizer – gitary
- Milo Possessor – wokal, gitara basowa
- Toñín Destructor – perkusja

Personel
- Alan Corpse – projekt graficzny